# 光梗虎耳草
光梗虎耳草（学名：Saxifraga wardii var. glabripedicellata）为虎耳草科虎耳草属下的一个变种。

## 扩展阅读
- 維基物種上的相關：光梗虎耳草